# Gustav Johan Billberg
 (mars 2017).
Si vous disposez d'ouvrages ou d'articles de référence ou si vous connaissez des sites web de qualité traitant du thème abordé ici, merci de compléter l'article en donnant les références utiles à sa vérifiabilité et en les liant à la section « Notes et références ».
Gustaf Johan Billberg est un zoologiste, un botaniste et un anatomiste suédois, né le 14 juin 1772 à Karlskrona et mort le 26 novembre 1844 à Stockholm.

## Biographie
Juriste de formation, il poursuit une carrière dans cette voie tout en s'intéressant aux sciences naturelles ce qui lui vaut une réputation de dilettante. À cette réputation s'ajoute celle de conspirateur qui handicape ses efforts de faire élire Carl Peter Forsberg, fils adoptif de son ami Carl Peter Thunberg, à l'Académie royale des sciences de Suède.
En 1796, il épouse Margareta Ferelius, puis Helena Maria Ehinger en secondes noces en 1801.
Fondateur de la société linnéenne de Stockholm, il est membre de diverses académies, dont l'académie des sciences de Russie qu'il rejoint le 19 avril 1820.
Après la mort de Johan Wilhelm Palmstruch en 1811, il continue Svensk Botanik en dessinant quelques planches entre 1812 et 1822.

## Publications
Billberg est l’auteur d’Ekonomisk botanik (1815-1816), Enumeratio insectorum in museo (1820) et Synopsis Faunae Scandinaviae (1827).

## Hommages
Le genre Billbergia de la famille des Bromeliaceae lui a été dédié par Carl Peter Thunberg en 1821.